# HUG (企業)
株式会社HUG（ハグ、英: HUG Inc.）は、東京都目黒区に本社を置くインターネット広告事業、Web制作事業、メディア事業を主とする日本の会社である。

## 沿革
- 2019年（令和元年）5月7日 - 設立。
- 2019年（令和元年）10月 - 目黒区上目黒移転。

## 略歴
- 2019年5月7日、海老澤稔を発起人として株式会社HUGを設立
- 2019年11月、本社を目黒区上目黒に移転。
- 2019年12月、動画マーケティング部門を開設
- 2020年3月、「売れるLPパッケージ』販売開始
- 2020年4月、YouTuberキャスティング事業運営開始
- 2020年6月、SNSに特化した動画マーケティング部門開設
- 2020年7月、ウェディング系オウンドメディアプロデュース契約締結
- 2020年10月、HUGオンラインサロン開設

## 解説
HUGのビジョンは “インターネットを通じて人と人をつなぎ社会に新しい価値を創造する”HUGに関わる全ての人たちが未来に向かってHAPPYを実現するために、日々成長進化し続ける会社である。 
2019年5月1日、令和最初の日に設立をした。
始めは目黒区五本木の自宅をオフィスとして構えていたが、2019年10月に登記を目黒区上目黒に移した。

### 創業者
代表は海老澤稔。通称、オッパと呼ばれている。オッパは韓国語でお兄さんという意味で頼り甲斐のある優しい性格からきていると思われる。
クラブDJだった海老澤が、WEB制作会社へアルバイトをしたのをきっかけにフロントエンジニアの勉強をし、スクールで得た知識で恵比寿にあるwebマーケ会社の社員になる。
アフィリエィターとしてもその腕を生かし、その後2017年12月にフリーランスに転向。

## 事業所
- 本社（東京都目黒区）